# 3505 Берд
3505 Берд (3505 Byrd) — астероїд головного поясу, відкритий 9 січня 1983 року.
Тіссеранів параметр щодо Юпітера — 3,221.
Названий на честь американської наукової журналістки Дебори Берд.